# Cora Sue Collins
Cora Sue Collins (Beckley, 19 d'abril de 1927 – Beverly Hills, 27 d'abril de 2025) va ser una actriu infantil de l'era daurada de Hollywood. Va debutar al cinema als cinc anys i va aparèixer en 47 pel·lícules fins als 18 anys, interpretant papers infantils sovint junt a grans actrius com Greta Garbo i Claudette Colbert. Va retirar-se el 1945 després de protagonitzar Youth on Trial i Week-End at the Waldorf. Després de la seva retirada, va expressar la seva visió crítica sobre la indústria. Va morir a l'edat de 98 anys a causa d'un ictus.